# 红山站 (洛阳市)
红山站是洛阳轨道交通1号线的地铁车站，位于中华人民共和国河南省洛阳市西工区瀍涧大道与宁洛高速交叉口东侧，为1号线西端终点站，亦为洛阳轨道交通系统最西端车站，于2021年3月28日开通。

## 车站结构
红山站位于瀍涧大道与宁洛高速交叉口东侧，在瀍涧大道北侧平行于宁洛高速设置，呈南北走向，为地上两层侧式站台车站，车站长143.4米，宽23米，车站地面为站厅层，地上二层为站台层，站台设置半高站台门。车站南侧设有一组交叉渡线，供列车站前折返，车站日常仅使用西侧站台，车站北侧直接接入红山车辆段。
| 地上二层          | 站台         | \| 側式 \| \| \| \| \| \| █ 1号线备用存车线 \| \| \| \| █ 1号线往杨湾（谷水） \| \| 側式 · 開左邊车门 \| \| \| |
| 地面              | 出入口及站厅 | A、B出入口、客服中心、自动售票机、验票机                                                                       |
| 側式              |              | |
|                   |              | █ 1号线备用存车线                                                                                              |
|                   |              | █ 1号线往杨湾（谷水）                                                                                          |
| 側式 · 開左邊车门 |              | |

## 出入口
红山站共设2个出入口，各出口及周围设施如下所示：
| 出口编号            | 照片 | 出口指示       | 建议前往的目的地                             |
| ------------------- | ---- | -------------- | -------------------------------------------- |
| A · 出口 · （设有） |      | 瀍涧大道（北） | 红山车辆段                                   |
| B · 出口 · （设有） |      | 瀍涧大道（北） | 洛阳市西工区红山二中，洛阳市西工区王村沟小学 |
| 图例： 设有         |      |                |                                              |

## 接驳交通

### 公交车
- 红山地铁站：111路

## 历史
于2016年8月获批准的《洛阳市城市轨道交通第一期建设规划（2016-2020年）》中并未设该站，后为照顾车辆段综合开发效益及客流出行服务，在1号线红山车辆段出入段线上增设本站。同时为避免往来本站的列车频繁通过岔区，将谷水站站后原预留西延伸正线改为接入本站及车辆段线，原出入段线调整为存车线。本站工程名与正式站名均为红山站，以车站原所处的红山街道命名。
- 2020年5月4日，车站主体结构封顶。
- 2021年3月28日，车站随1号线通车开通[1]。